# Большие Лётцы
Больши́е Лётцы (бел. Вялі́кія Лётцы) — деревня в Летчанском сельсовете Витебского района Витебской области Белоруссии. Расположена в 11 километрах к западу от Витебска на автодороге Р20, в двух километрах от железнодорожной станции Лётцы, на берегу озера Лётцы.

## Ботанический сад
Был заложен в имении Большие Лётцы В. В. Адамовым. Действовал в начале XX века до 1924 года. В 1910 году в саду произрастали 344 вида древесных, 664 вида травянистых и полукустарниковых растений, 13 видов папоротников. Большая часть коллекции сада сформирована в 1912 году. В создании ботанического сада принимали известные ботанические организации и ботаники, семена доставлялись Петербурга, Варшавы, Парижа, Женевы и других мест.
В конце 1924 года в саду насчитывалось около 400 видов редких пород деревьев, имелась коллекция многолетних травянистых растений, теплица с 300 видами экзотических растений, гербарий, более 2000 видов лекарственных, технических, ягодных и других растений, коллекция семян более 1000 видов. Работал ботанический музей. Сад издавал делектус, вёл обмен семенами.
После 1924 года часть коллекции (около 200 видов) была перенесена в Витебск. Коллекция ботанического сада утеряна в годы Великой Отечественной войны. Сохранились отдельные экземпляры липы крупнолистной, ольхи серой рассечённолистной, клёна полевого, тополя петровского, а также заросли сирени венгерской, малины душистой и др.

## Достопримечательности
- Усадьба учёного-ботаника В. В. Адамова (усадебный дом конца XIX — начала XX века, фрагменты ботанического сада).
- Участок старой дороги в Полоцк, мощёной булыжником.
- Городище на берегу озера Лётцы при впадении реки Ужница.